# 埃尔金·巴特马兹
埃尔金·巴特马兹（土耳其語：Ergün Batmaz，1967年7月16日—），土耳其男子举重运动员。他曾代表土耳其参加世界举重锦标赛，获得一枚银牌和一枚铜牌。他也曾参加1988年和1996年夏季奥运会。